# Aarburg
Aarburg is een Zwitserse stad en gemeenten in het kanton Aargau, gelegen aan de Aare telt 7.238 inwoners.
De vesting Aarburg is een 17de-eeuws kasteel, dat in Aarburg is gelegen.

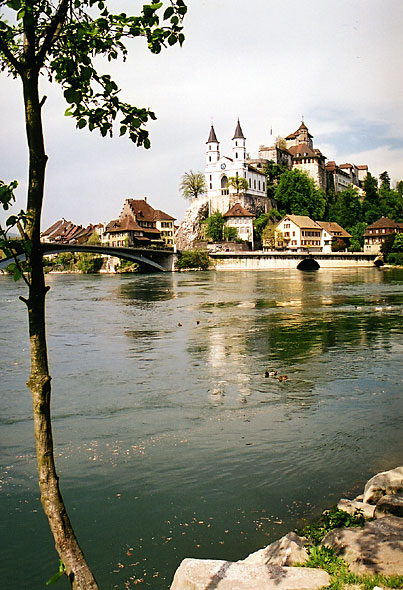
Oude stad met kerk en kasteel

## Geboren
- Anna Burg (1875-1950), schrijfster

## Overleden
- Pauline Zimmerli-Bäurlin (1829-1914), onderneemster en uitvindster[1]
- Emilie Welti-Herzog (1859-1923), operazangeres
- Anna Burg (1875-1950), schrijfster